# Maonan
Los maonan (chino:毛难族; pinyin: máonán zú) son una de las 56 minorías étnicas oficialmente reconocidas por el gobierno de la República Popular China. Su población aproximada es de unas 105.000 personas que se concentran en la provincia de Guangxi. Los maonan se llaman a sí mismos anan, que significa "gente local".

## Idioma
El idioma maonan pertenece a la rama de las lenguas kam-sui de la familia de las lenguas tai-kadai. Se trata de un idioma compuesto por ocho tonos. Aproximadamente la mitad de los miembros de esta etnia son capaces de hablar este idioma. Además, hablan el mandarín así como el idioma de los zhuang debido a las estrechas relaciones existentes entre estos pueblos.

## Historia
Hasta la dinastía Ming los maonan no aparecen en ningún registro histórico como un pueblo independiente. A partir de este periodo, estuvieron gobernados por una poderosa clase dominante que hizo que los desarrollos económicos en la zona se retardaran de forma considerable.
Los terratenientes explotaban a los agricultores con tasas extremas y préstamos que rayaban la usura. Algunas veces, los terratenientes se llevaban a las hijas de los maonan como pago de las deudas. Las jóvenes trabajaban como esclavas para los jefes locales o pagaban con su vida las deudas de sus progenitores. 

## Cultura
Curiosamente, más de un 80% de los maonan comparten el mismo apellido: Tan. Los Tan creen que descienden de antiguos habitantes de la provincia de Hunan que emigraron hasta Guangxi y se casaron con mujeres que hablaban la lengua maonan. Otros apellidos frecuentes en este pueblo son Lu, Meng, Wei y Yan.
Los poblados maonan de mayor tamaño no solían sobrepasar las 100 viviendas. Los poblados se organizaban por clanes. Las viviendas, muy parecidas a las de los zhuang, suelen ser de dos plantas. La planta superior se destina a vivienda mientras que la inferior sirve de granero y establo. Para su construcción se utiliza el barro.
Antiguamente, los matrimonios eran pactados por los padres cuando los futuros contrayentes eran aún unos niños. Si una mujer quedaba viuda, el hermano de su difunto marido la tomaba como esposa. Las familias solían ser de pequeño tamaño.
Durante los funerales, los hijos del difunto tenían que "comprar" agua de una fuente o de un río para poder lavar el cadáver. Antes de proceder al entierro se vertía sangre de un pollo sobre la tierra para purificarla y bendecir al espíritu del muerto.

## Religión
La mayoría de los maonan son politeístas. Veneran de forma especial a la matriarca de este pueblo, San Jieo hermana de la montaña. Se cree que ella fue quien les enseñó a utilizar a los bueyes para el arado de las tierras. Gracias a estas enseñanzas, los maonan fueron capaces de aumentar su producción agrícola. 
Cada poblado maonan tiene un templo en honor de San Jie y cada año se sacrifica una vaca en honor al patriarca. Además, anualmente los maonan celebran el "Festival del Templo" en honor a San Jie.
- Datos: Q868035